# Montebamboli
Montebamboli è una località del comune italiano di Massa Marittima, nella provincia di Grosseto, in Toscana.
Nello statuto comunale è definita con il nome di borgata.
Menzionato per la prima volta in una pergamena dell'anno 754, Montebamboli è un piccolo borgo di poche case situato nelle colline a ovest del centro di Massa Marittima, presso i boschi di Montioni.

## Monumenti e luoghi d'interesse

### Il nucleo abitativo
A Montebamboli vi sono una ventina di poderi e un nucleo abitativo costituito dalla storica fattoria Petrocchi (inizi XIX secolo) che conserva ancora l'antica cantina del vino e un frantoio, oltre a una pregevole chiesa consacrata intitolata ai santi Francesco e Lodovico, risalente alla fine del XVIII secolo. L'insediamento è uno dei pochi esempi ancora conservati nel territorio nello stato originario.

### Il castello di Tricase
Sulla sommità di un'altura nei pressi del borgo si trovano i resti del castello di Tricase. Della struttura rimangono solo tracce del perimetro murario e di alcuni ambienti interni. Se la località di Tricase è attestata sin dalla metà dell'VIII secolo, quando probabilmente vi sorgeva un villaggio, soltanto nel 1099 è documentato per la prima volta il castello, la cui metà fu donata dagli Aldobrandeschi al vescovo di Massa Marittima. Il castello è inoltre citato in un documento risalente al 1316, che lo indica come proprietà della nobile famiglia senese dei Sergardi.

### Le miniere e la strada ferrata carbonifera
La località di Montebamboli è nota anche per i banchi di lignite, di ottima qualità, posti lungo il torrente Ritorto e coltivati, a più riprese e da differenti società succedutesi nel tempo, dal 1839, anno in cui furono scoperti, fino al 1921.
La lignite estratta veniva trasportata fino al mare, nei pressi di Torre Mozza (nella località oggi per ciò detta Carbonifera), grazie a una ferrovia di 26 km, appositamente realizzata che entrò in esercizio nel 1849.

### I fossili di Montebamboli
Nel 1871 nei banchi di lignite di Montebamboli vennero rinvenuti i primi resti fossili di una specie fino ad allora sconosciuta, cui venne dato il nome di Oreopiteco di Montebamboli (Oreopithecus bambolii). Nel 1884 invece venne descritto un altro fossile ritrovato nelle ligniti, Anas lignitifila (un Anatidae, poi ribattezzato Bambolinetta lignitifila nel 2014).